# Chaya Mushka Schneerson
Chaya Mushka Schneerson (en yidis: חיה מושקא שניאורסון) (Liozna, 16 de marzo de 1901-Nueva York, 10 de febrero de 1988) era una mujer judía ortodoxa rusa, esposa del séptimo y último rebe de Lubavitch, el rabino Menachem Mendel Schneerson.
Chaya Mushka fue la segunda de las tres hijas del sexto rebe, el rabino Iosef Itzjak Schneerson. Fue nombrada en honor a la esposa del tercer rebe de Lubavitch. Inmediatamente después de su muerte, su esposo fundó una organización caritativa en su nombre, que opera en el campo de la educación de la mujer.